# União de Campo Grande (2015)
União de Campo Grande é uma escola de samba da cidade do Rio de Janeiro, sediada no bairro de Campo Grande, Zona Oeste da cidade.

## História
Fundada em 2015, tem o mesmo nome de uma outra agremiação que desfilou nas décadas de 1980 e 90, com a qual não deve ser confundida. Na realidade, a União de Campo Grande atual foi criada a partir do bloco de enredo União da Ponte, num processo parecido com as entidades carnavalescas do mesmo bairro: Chora na Rampa e Império da Zona Oeste e mais tarde, Flor da Primavera e Flor do Jardim Primavera. Tanto a União de Campo Grande quanto a União da Ponte dividem a mesma sede: Avenida Maria Teresa, número 10.
Desfilou pela primeira vez no Grupo E do Carnaval Carioca no desfile do dia 17 de fevereiro, sábado pós-Carnaval.

## Carnavais
| Ano                                  | Colocação | Grupo                               | Enredo | Carnavalesco      | Ref.  |
| ------------------------------------ | --------- | ----------------------------------- | --- | ----------------- | ----- |
| 2018                                 | 6° Lugar  | Série E                             | Campo Grande Canta e Encanta, com o Canto das Três Raças                                                        | Reinalto Silveira | [ 5 ] |
| 2019                                 | 12° Lugar | Série E                             | Uma viagem com o povo pelo comércio e indústria, que fazem desse bairro um exemplo                              | Reinalto Silveira | [ 6 ] |
| A escola não desfilou de 2020 a 2022 |           |                                     | |                   |       |
| 2023                                 | 8º Lugar  | Grupo de Avaliação (quinta divisão) | Unidos pelo Samba - Geisa Ketti e Onésio Meirelles - Um Amor que Transcende de um Mangueirense e uma Portelense |                   | [ 7 ] |